# Samozapłon
Samozapłon – samorzutne zapoczątkowanie procesu spalania bez zainicjowania go za pomocą ognia lub iskry. Temperatura, przy której dana substancja ulega samozapłonowi to temperatura samozapłonu.

## Przykłady samozapłonu
- W silnikach wysokoprężnych proces samoczynnego zapłonu mieszanki paliwowo-powietrznej następuje pod wpływem wysokiej (rzędu 700 °C) temperatury. Jest ona osiągana na skutek silnego quasi-adiabatycznego sprężenia powietrza w cylindrze.
- Samozapłon występuje podczas zapalania zapałek. Dodatek do draski i główki zapałki mielonego szkła zwiększa siłę tarcia i powoduje krótkie nagrzanie się w jednym miejscu główki do temperatury wystarczającej do zapoczątkowania reakcji między czerwonym fosforem (w drasce), a chloranem potasu (w główce).

## Przykłady samozapłonu następującego bez podgrzewania mieszanin
Jedną z reakcji samozapłonowych jest reakcja nadmanganianu potasu z gliceryną:
14KMnO
4 + 4C
3H
5(OH)
3  →  7K
2CO
3 + 7Mn
2O
3 + 5CO
2 + 16H
2O
Reakcja ta rozpoczyna się z chwilowym opóźnieniem rzędu kilkudziesięciu sekund. 
Samozapłonowi ulega też etanol podczas reakcji z innym utleniaczem – tlenkiem chromu(VI), CrO
3. Następuje to np. po umieszczeniu kryształka tego związku na knocie nasączonym etanolem.
Samozapłonowi ulega również gazowy amoniak przepuszczany nad CrO
3 bez dostępu powietrza:
2CrO
3 + 2NH
3  →  Cr
2O
3 + N
2 + 3H
2O + 109 kcal
Zdolność do wywołania samozapłonu niektórych substancji ma także gazowy chlor. Np. po umieszczeniu w atmosferze chloru waty nasączonej terpentyną, zaczyna ona dymić i świecić, a po wyjęciu ze słoja zapala się. 
Z kolei mieszanina chloru z wodorem ulega wybuchowi pod wpływem światła (zwłaszcza w stosunku stechiometrycznym 1:1 v/v).
Istnieją też reakcje samozapłonowe, w których inicjatorem jest woda (tzn. należy odpowiednią mieszaninę skropić wodą, by doszło do samozapłonu). Przykładem jest samozapłon pyłu cynkowego wymieszanego z azotanem amonu:
Zn + NH
4NO
3  →  ZnO + N
2 + 2H
2O
Inną tego typu reakcją jest samozapłon wiórków magnezowych zmieszanych z azotanem srebra:
Mg + 2AgNO
3  →  Mg(NO
3)
2 + 2 Ag
Taka reakcja powoduje takie nagrzanie się substratów, że dochodzi do samozapłonu magnezu.
Kolejną reakcją z wodą w roli zapalnika jest reakcja azotanu miedzi z papierem. W tym celu należy nasypać nieco azotanu miedzi na kartkę papieru i całość zwinąć w małą kopertę. Po skropieniu wodą następuje dymienie, a później samozapłon.

## Samozapłon jako przyczyna pożarów
Samozapłon składowanych materiałów łatwopalnych może być efektem osiągnięcia wysokiej temperatury w naturalnych procesach, np. w wyniku fermentacji wilgotnego siana w stogu, trocin lub szmat nasączonych olejem.